# Блэк-Форк
Блэк-Форк (англ. Black Fork) — река на востоке штата Западная Виргиния, США. Правая составляющая реки Чит, которая в свою очередь является одной из составляющих реки Мононгахила. Длина составляет около 6 км; площадь бассейна — 1295 км². На всём своём течении протекает через территорию округа Такер. Образуется путём слияния рек Драй-Форк и Блэкуотер в районе города Хендрикс и течёт преимущественно в северо-западном направлении через города Хамблтон и Парсонс. В районе города Парсон соединяется с рекой Шейверс-Форк, образуя реку Чит.